# Zbelava
Zbelava falu Horvátországban, Varasd megyében. Közigazgatásilag Varasdhoz tartozik.

## Fekvése
Varasd központjától 6 km-re délkeletre  fekszik.

## Története
A régészeti leletek tanúsága szerint már a korai vaskorban éltek a területén emberek. Ezt bizonyítja az a bronz fibula, melyet az itteni Pod Lipom dűlőben találtak a zágrábi régészeti intézet kutatói. A lelet a velemi típusú fibulákhoz tartozik, melyek a nyugat-pannóniai és a drávamenti területekre jellemzőek.
A falu a középkorban a varasdpüspöki plébániához tartozott. Az 1678-as egyházi vizitáció szerint 24 család élt itt. Két nemesi kúriája volt, a Babok és a Mikulić családé. Lakói évente egy szekér fával adóztak. 1820-ban 22 családot sorolnak fel. A falunak 1857-ben 248, 1910-ben 338, túlnyomórészt horvát lakosa volt.  1920-ig Varasd vármegye Varasdi járásához tartozott. 1974-óta a kućan marofi plébániához tartozik. 2001-ben 469  lakosa volt.

## Nevezetességei
- A Szentháromság tiszteletére szentelt kápolnája.

- A Pod lipom régészeti lelőhely Zbelava központjától mintegy 2,5 km-re délre található. A lelőhely egy természetes kör alakú, körülbelül 100 méter átmérőjű domb, amelyet a környező síkvidéki terepből körülbelül 2,5 méterrel emelkedik ki, déli oldalán folyik a Plitvice-patak. Itt egy több kultúrtörténeti rétegből álló település található, amelynek folytonossága a kőrézkortól a kora középkorig tartott. A település földbe vájt lakóépületek sorából és a hulladékgödrökből állt. Az épületek és a régészeti anyagok többsége a lasinja kultúrához és a kora vaskorhoz tartozik, míg a bronzkor és a kora középkor leletei már ritkábbak. A lelőhely védett, a horvát kulturális örökség része. Jegyzékszáma:Z-2946 [2]

## Külső hivatkozások
- Varasd város hivatalos oldala
- Szemelvények Kućan történetéből[halott link]
- A kućan marofi plébánia ismertetője[halott link]